# Sozyone Gonzalez
Pablo Sozyone Gonzalez, ook gekend als Pee Gonzalez (Brussel, 1973) is een Belgische rapper, graffitikunstenaar en schilder.
Gonzalez studeerde vanaf 1988 aan de kunsthumaniora Institut Saint-Luc te Doornik, waar hij Smimooz Exel leerde kennen. Een jaar later richtten ze samen De Puta Madre op, een van de eerste belangrijke Belgische hiphopbands. Na het uiteenvallen van De Puta Madre verhuisde Gonzalez naar Valencia en concentreerde hij zich op zijn grafisch werk. In 2008 bracht hij wel nog een solo-album uit.
In 1996 richtte hij met een aantal kennissen, waaronder Pro176 het graffitigezelschap UltraBoys International op.
Met Didier Jaba Mathieu maakte hij de comic Enemies.

## Soloalbum
- 2008 El Hijo De La Gran Puta (9mm records)

## Solotentoonstellingen

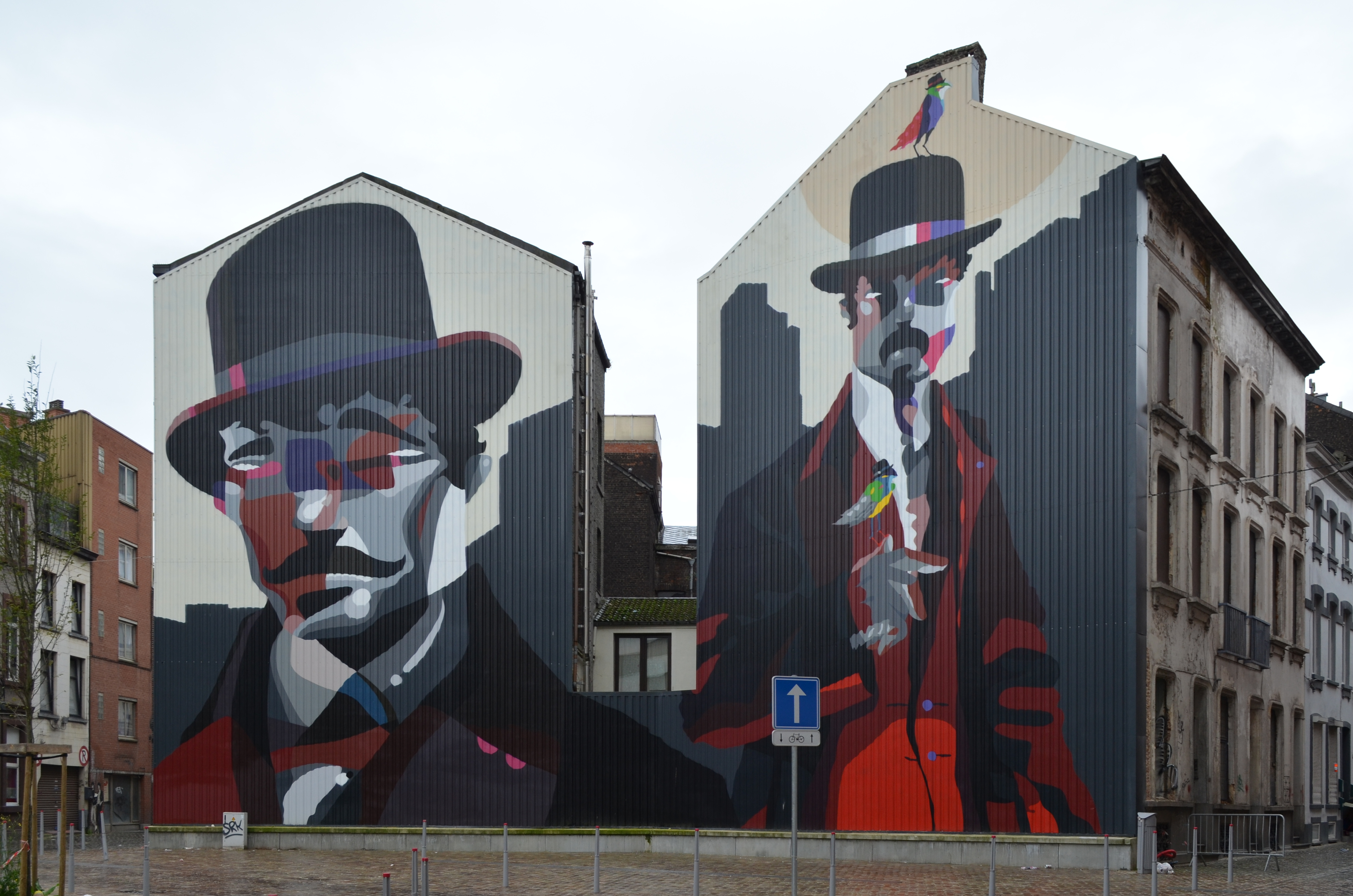
Muurschilderij in Charleroi (2014).

- 2016 Artmossphere Moscow Street Art Biennale, Moskou[8]
- 2016 Bierpinsel, Berlijn[9]
- 2011 Museum van Elsene
- 2010 Arturo Tortura, Vicious Gallery, Hamburg
- 2008 Camina O Revienta, I.D. Gallery, Berlijn
- 2008 Cadillac Scorpio, Vicious Gallery, Hamburg
- 2008 The C*R*H*T', Carhartt Europe – Londen, Parijs, Milaan, Berlijn, Barcelona
- 2007 *Le Grisbi, A.L.I.C.E.Gallery, Brussel
- 2005 One Million Murders, A.L.I.C.E.Gallery, Brussel